# Демаркационная линия (медицина)
Демаркацио́нная линия (от лат. demarcatio — отграничение) — зона воспаления и последующего развития грануляционной ткани, отграничивающая в виде линии какой-либо мёртвый субстрат (напр. область гангрены, секвестр, полость абсцесса и т. п.) от здоровой ткани. Развитие демаркационной линии начинается с того момента, когда воспаление в данном участке, не имевшее до этого ясных границ, принимает характер отграничивающего, демаркационного процесса, при чем основные явления воспаления сосредоточиваются вокруг самого фокуса некроза. Макроскопически в области демаркационной линии ткань имеет красный, серо-красный, серый или серо-жёлтый цвет в зависимости от степени и давности воспалительного процесса, от количества сосудов в образующейся грануляционной ткани, степени инфильтрации элементов этой ткани липоидами и т. п. Ясно заметная демаркационная линия—признак, считающийся благоприятным с клинической точки зрения: он указывает на границу некробиотического или некротического процесса, на его локализацию; обратно — отсутствие демаркационной линии есть признак неблагоприятный, указывающий на прогрессирующий некроз тканей. 
См. также Гангрена.